# Кораев, Харитон Иванович
Харитон Иванович Кораев (1 декабря 1930, с. Ларгвис (ныне в Ленингорском районе Республики Южная Осетия) — май 1964) — советский борец и тренер вольного стиля, мастер спорта СССР, основатель юго-осетинской школы вольной борьбы. Первый тренер Андрея Цховребова.

## Биография
Родился 1 декабря 1930 года в селе Ларгвис (ныне — Ленингорский район Южной Осетии).
Обладал большой врождённой физической силой. Несмотря на то, что никогда специально не занимался тяжёлой атлетикой, выполнял нормативы первого взрослого разряда по этому виду спорта. Но юноше нравилась именно борьба. И, хотя в его родном селе не было борцовской секции, будучи ещё школьником, часто выступал на проводившихся в те годы каждый выходной и каждый праздничный день в каждом районе Грузинской ССР соревнованиях по национальной грузинской борьбе чидаоба, и, благодаря своей физической силе и другим способностям, часто добивался успеха.
Окончив среднюю школу, поступил на физкультурный факультет Горийского педагогического института, где начал заниматься в секции вольной борьбы. Несмотря на позднее (по спортивным меркам) приобщение к этому виду спорта, добился успехов, был чемпионом Грузинской ССР по вольной борьбе среди борцов спортивного общества «Спартак», призёром чемпионата ГССР, выполнил норматив мастера спорта СССР.
Окончив институт, вернулся в Южную Осетию и в 1955 году открыл в Цхинвале первую в Юго-Осетинской автономной области спортивную секцию по вольной борьбе. Тренировки проходили в подвальном помещении здания бывшего суда по адресу улица 13 Коммунаров, № 23. Не имея в Цхинвали собственного жилья, нередко ночевал прямо в спортзале. За сравнительно короткое время молодому тренеру-энтузиасту удалось воспитать целую когорту сильных борцов, добившихся серьёзных результатов, как на уровне Грузинской республики, так и на уровне Советского Союза и на международном уровне.
В мае 1964 года скоропостижно скончался.

## Известные ученики
- Андрей Цховребов — бронзовый призёр чемпионата Грузинской ССР среди юношей (1958), бронзовый призёр спартакиады народов Грузинской ССР (1959), пятикратный чемпион международного турнира в Тбилиси (1964—1968), чемпион СССР (1968), чемпион Европы (1968).
- Александр Маргиев — победив трёхкратного чемпиона мира Владимира Синявского, вошёл в шестёрку сильнейших борцов чемпионата СССР (1964), серебряный призёр первенства СССР среди профсоюзов (1965), чемпион Казахской ССР, победитель спартакиады народов Казахской ССР (1966), призёр Спартакиады народов СССР (1967).
- Мэлс Кочиев — чемпион РСФСР.
- Александр Цховребов — чемпион СССР среди юношей (1960).
- Анатолий Кокоев — трёхкратный чемпион Грузинской ССР среди юношей, кандидат в мастера спорта СССР.
- Казбек Маргиев и Василий Кочиев — бронзовые призёры чемпионата Грузинской ССР среди юношей (1958), бронзовые призёры спартакиады народов Грузинской ССР (1959).
- Вячеслав Бетеев, Роберт Бязров, Мурат Гагиев, Вилен Келехсаев, Анатолий Кочиев, Василий Кочиев, Владимир Кумсиев, Казбек Маргиев, Таймураз Тибилов — мастера спорта СССР, победители различных соревнований.

В секции Харитона Кораева начинали заниматься вольной борьбой известный тренер, чемпион Вооружённых Сил СССР по трём видам борьбы Борис Сиукаев, главный тренер ЦСКА по вольной борьбе Анатолий Маргиев.

## Отзывы
Так как именно усилиями Харитона Кораева в Южной Осетии была открыта первая секция вольной борьбы, именно он является основателем юго-осетинской школы вольной борьбы, благодаря которому несколько десятков лет вольная борьба является в Южной Осетии самым популярным видом спорта.
По словам Анатолия Кокоева, Харитон Кораев, регулярно работая над собой, повышая знания, обмениваясь опытом, не забывал и своих учениках. Утверждая, что занятия спортом не должны идти в ущерб учёбе, уделял большое внимание их школьной успеваемости.

## Память
С 2015 года в память о Харитоне Кораеве и его воспитаннике Андрее Цховребове в Цхинвале проводится ежегодный республиканский юношеский турнир по вольной борьбе.